# 和泉市立南松尾小学校
和泉市立南松尾小学校（いずみしりつ みなみまつお しょうがっこう）は、大阪府和泉市久井町にあった公立小学校。

## 概要
通称は南松（なんまつ）。和泉市の中部、旧南松尾村にあたる地域を校区としていた。2012年、進学先の和泉市立南松尾中学校とともに和泉市の小中一貫教育研究モデル校に指定され、和泉市における小中一貫教育の先駆けとなった。
1904年に周辺の小学校が統合され、南松尾尋常小学校として開校した。幾度の校名変更が行われたのち、和泉市立南松尾はつが野学園の開校に伴い、2017年に閉校した。

## 沿革
南松尾村に設置されていた若樫尋常小学校と松尾寺尋常小学校を統合する形で、1904年に南松尾尋常小学校として開校した。これが南松尾小学校としての始まりである。翌年には高等科が併設され、南松尾尋常高等小学校へと改称された。
1941年の国民学校令により南松尾国民学校へ、1947年の学制改革により南松尾村立小学校へ改称された。1956年には、南松尾村を含む7町村が新設合併により和泉市となり、和泉市立南松尾小学校へと改称された。
2012年には和泉市の小中一貫教育研究モデル校となり、かねてより小中連携が行われてきた和泉市立南松尾中学校との間で小中一貫教育が開始された。
2010年代に入ると学校の小規模化が目立ってきた。同時期には、校区が隣接する和泉市立青葉はつが野小学校の大規模化への対策として、学校を新設することが決定していた。南松尾地区の学校の小規模化を解消するため、2017年にその新設校となる和泉市立南松尾はつが野学園へ小学校・中学校ともに移転統合された。

### 年表
- 1904年4月1日 - 若樫尋常小学校と松尾寺尋常小学校を統合し、南松尾尋常小学校として開校する。
- 1905年4月1日 - 高等科併設により、南松尾尋常高等小学校と改称する。
- 1908年4月1日 - 春木川分教場を設置する。
- 1929年3月31日 - 春木川分教場を廃止する。
- 1941年4月1日 - 国民学校令により、南松尾国民学校と改称する。
- 1947年4月1日 - 学制改革により、南松尾村立小学校と改称する。
- 1956年9月1日 - 町村合併により、和泉市立南松尾小学校と改称する。
- 2012年 - 和泉市の小中一貫教育研究モデル校に指定される[1]。
- 2017年3月 - 閉校する[2]。
- 2017年4月 - 和泉市立南松尾はつが野学園が開校し、移転統合する[1]。

出典が示されている箇所以外は学校沿革ページを参照。

## 通学区域
- 和泉市 春木川町、若樫町、久井町、松尾寺町、春木町[4]。

卒業生は基本的に和泉市立南松尾中学校に進学していた。

## 交通
- 南海バス 公民館前バス停。